# Unitate de procesare neurală
Un accelerator IA, un procesor de învățare profundă sau o unitate de procesare neurală (NPU, neural processing unit) este o clasă de acceleratoare hardware⁠(d) specializate sau un sistem de calcul conceput pentru a accelera aplicațiile de inteligență artificială și învățare automată, inclusiv rețelele neurale artificiale și vederea calculatoarelor⁠(d). Aplicațiile tipice includ algoritmi pentru robotică, Internetul Obiectelor și alte sarcini care folosesc intens date⁠(d) sau se bazează pe senzori. Acestea sunt adesea modele manycore⁠(d) și, în general, se concentrează pe aritmetică de precizie scăzută⁠(d), arhitecturi dataflow noi sau capacitatea de calcul în memorie⁠(d). În 2024, un cip tipic de circuit integrat IA conține zeci de miliarde de tranzistoare MOSFET.
Acceleratoarele IA, cum ar fi unitățile de procesare neurală (NPU) sunt utilizate în dispozitive mobile, cum ar fi iPhone-urile Apple și telefoanele mobile Huawei, și în calculatoarele personale, cum ar fi laptopurile Intel, laptopurile AMD și Mac-urile Apple silicon⁠(d). Acceleratoarele sunt utilizate în serverele de cloud computing, inclusiv unitățile de procesare tensoriale⁠(d) (TPU) din Google Cloud Platform⁠(d) și cipurile Trainium și Inferentia din Amazon Web Services. Există o serie de termeni specifici furnizorului pentru dispozitivele din această categorie și este o tehnologie în curs de dezvoltare fără un design dominant⁠(d).
Unitățile de procesare grafică proiectate de companii precum Nvidia și AMD includ adesea hardware specific IA și sunt utilizate în mod obișnuit ca acceleratoare IA, atât pentru învățare, cât și pentru inferență⁠(d).

## Istorie
Sistemele de calcul completau frecvent CPU-ul cu acceleratoare speciale pentru sarcini specializate, cunoscute sub numele de coprocesoare. Printre cele mai notabile unități hardware⁠(d) specifice unor aplicații se numără plăcile video pentru grafică, plăcile de sunet, unitățile de procesare grafică și procesoarele de semnale digitale. Pe măsură ce volumul de lucru în domeniul învățării profunde și inteligenței artificiale a crescut în proeminență în anii 2010, s-au dezvoltat unitățile hardware specializate ori s-au adaptat din produsele existente pentru a accelera aceste sarcini.

### Primele încercări
Primele încercări precum ETANN 80170NX de la Intel au încorporat circuite analogice pentru a efectua calculele asociate funcțiilor neurale.
Ulterior au urmat cipuri complet digitale precum Nestor/Intel Ni1000⁠(d). Încă din 1993, procesoarele de semnale digitale au fost folosite ca acceleratoare de rețele neurale pentru a accelera software-ul de recunoaștere optică a caracterelor.
Până în 1988, Wei Zhang și colab. discutase despre implementări optice rapide ale rețelelor neurale convoluționale pentru recunoașterea alfabetului.
În anii 1990, au existat și încercări de a crea sisteme paralele pentru volum mare de date pentru stațiile de lucru care vizează diverse aplicații, inclusiv simulări de rețele neurale.
S-au explorat și acceleratoarele bazate pe FPGA-uri pentru prima dată în anii 1990 atât pentru inferență, cât și pentru antrenare.
În 2014, Chen et al. a propus DianNao („creier electric” în chineză), pentru a accelera mai ales rețele neurale profunde. DianNao oferă o performanță maximă de 452 Gop/s (a operațiunilor-cheie în rețelele neurale profunde) cu o amprentă de 3,02 mm2 și 485 mW. Mai târziu, același grup a propus succesorii (DaDianNao, ShiDianNao, PuDianNao), care au format Familia DianNao.
Smartphone-urile au început să încorporeze acceleratoare IA începând cu Qualcomm Snapdragon 820⁠(d) în 2015.

### Calculul eterogen
Calculul eterogen încorporează multe procesoare specializate într-un singur sistem sau pe un singur cip, fiecare optimizat pentru un anumit tip de sarcină. Arhitecturile precum microprocesorul Cell au caracteristici care se suprapun semnificativ cu acceleratoarele IA, inclusiv: suport pentru aritmetică cu precizie scăzută, arhitectură dataflow și prioritizarea ratei de transfer față de latență. Microprocesorul Cell a fost utilizat în mai multe tipuri de taskuri inclusiv de IA.
În anii 2000, procesoarele au dobândit și unități SIMD din ce în ce mai largi, la presiunea sarcinile de lucru din domeniul procesării video și jocurilor; precum și suport pentru tipuri de date împachetate cu precizie redusă. Datorită performanței în creștere a procesoarelor, acestea sunt utilizate și pentru rularea sarcinilor de lucru IA. CPU-urile sunt superioare pentru DNN-uri cu paralelism la scară mică sau medie, pentru DNN-uri rare și în scenarii cu dimensiuni reduse.

### Utilizarea GPU-urilor
Unitățile de procesare grafică sau GPU-urile sunt hardware specializat pentru manipularea imaginilor și calculul proprietăților locale ale imaginilor. Baza matematică a rețelelor neurale și a manipulării imaginilor⁠(d) sunt sarcini similare, rușinos de paralele⁠(d), care implică matrici, ceea ce determină GPU-urile să devină din ce în ce mai utilizate pentru sarcinile de învățare automată.
În 2012, Alex Krizhevsky a adoptat două GPU-uri pentru a antrena o rețea de învățare profundă, adică AlexNet, care a câștigat titlul de campion al competiției ISLVRC-2012. În anii 2010, producătorii de GPU-uri, cum ar fi Nvidia, au adăugat funcții legate de învățarea profundă atât în hardware (de exemplu, operatorii INT8) cât și în software (de exemplu, cuDNN Library).
De-a lungul anilor 2010, GPU-urile au continuat să evolueze într-o direcție care să faciliteze învățarea profundă, atât pentru antrenare, cât și pentru inferență în dispozitive precum mașinile cu conducere autonomă. Dezvoltatorii de GPU-uri, cum ar fi Nvidia NVLink⁠(d), dezvoltă o capacitate de conexiune suplimentară pentru tipul de taskuri de flux de date de care beneficiază IA. Pe măsură ce GPU-urile au fost din ce în ce mai mult aplicate la accelerarea IA, producătorii de GPU-uri au încorporat hardware  specific rețelele neurale⁠(d) — hardware pentru a accelera și mai mult aceste sarcini. Core-urile tensoriale⁠(d) sunt menite să accelereze antrenarea rețelelor neurale.
GPU-urile continuă să fie utilizate în aplicații IA pe scară largă. De exemplu, Summit⁠(d), un supercomputer de la IBM pentru Oak Ridge National Laboratory⁠(d), conține 27.648 de carduri Nvidia Tesla⁠(d) V100, care pot fi folosite pentru a accelera algoritmii de învățare profundă.

### Utilizarea FPGA-urilor
Frameworkurile de învățare profundă continuă să evolueze, ceea ce face dificilă proiectarea de hardware personalizat. Dispozitivele reconfigurabile, cum ar fi field-programmable gate array (FPGA), facilitează dezvoltarea hardware-ului, frameworkurilor și software-ului unul alături de celălalt⁠(d).
Microsoft a folosit cipuri FPGA pentru a accelera inferența pentru serviciile de învățare profundă în timp real.

### Utilizarea NPU-urilor
Din 2017, mai multe procesoare și SoC-uri au NPU-uri on-die: de exemplu, Intel Meteor Lake⁠(d), Apple A11⁠(d).

### Apariția ASIC-urilor dedicate acceleratoarelor IA
Deși GPU-urile și FPGA-urile funcționează mult mai bine decât CPU-urile pentru sarcinile legate de IA, se poate relaliza o eficiență cu până la de 10 ori mai mare printr-un design mai specific, printr-un circuit integrat specific aplicației (ASIC). Aceste acceleratoare folosesc strategii precum utilizarea optimizată a memoriei și a aritmeticii cu precizie mică pentru a accelera calculul și a crește randamentul calculului. Unele formate cu virgulă mobilă cu precizie redusă utilizate pentru accelerarea IA sunt formatul în virgulă mobilă cu semiprecizie⁠(d) și formatul în virgulă mobilă bfloat16⁠(d). Cerebras Systems a construit un accelerator IA dedicat, bazat pe cel mai mare procesor din industrie, Wafer Scale Engine de a doua generație (WSE-2), pentru a sprijini aplicațiile de învățare profundă.